# Скотт-Тэйлор, Джонатан
Джо́натан Скотт-Те́йлор (англ. Jonathan Scott-Taylor; родился 6 марта 1962 года) — британский актёр, наиболее известный по роли Дэмиена Торна в фильме «Омен 2: Дэмиен».

## Биография
Родился в Сан-Пауло (Бразилия), в семье англичан. Его отец был консультантом рыбной промышленности в Бразилии. Скотт-Тейлор начал ходить в театральную школу в возрасте 11 лет. Он играл персонажа Джима Хокинса в мюзикле «Остров сокровищ» в 1973 году. Позже он сыграл несколько небольших ролей в «Copter Kids», «Багси Мэлоун», «Четыре пера» и «Winslow Boy», а также в телесериале «Мельница на Флоссе», после чего он прошёл кастинг на роль Дэмиена Торна в фильме «Омен 2: Дэмиен».
В 1979 году он сыграл роль Люция, слуги Брута в трагедии Уильяма Шекспира «Юлий Цезарь» производства Би-би-си. С 1988 года не играл ролей.
Сейчас живёт на востоке Великобритании и занимается адвокатской деятельностью. У него жена и двое детей.